# Cho Gue-sung
Cho Gue-sung ( em coreano:  조규성  ;Ansan - 25 de janeiro de 1998) é um futebolista sul-coreano que joga como centroavante. Atualmente joga pelo Midtjylland.

## Carreira
Em 2019, se juntou ao Anyang, da K League 2, onde jogou como jogador juvenil antes. Ele foi selecionado para o K League 2 Best XI ao se tornar o terceiro artilheiro em sua primeira temporada profissional, e foi transferido para o clube Jeonbuk Hyundai Motors da K League 1 no ano seguinte, teve dificuldade em provar seu valor durante sua primeira temporada no Jeonbuk. Em 2021, ele se alistou na equipe militar Gimcheon Sangmu para cumprir seu dever militar e conseguir seu lugar estável. Como resultado, ele se desenvolveu fisicamente e tecnicamente enquanto treinava em Gimcheon. Ele se tornou o artilheiro da K League 1 de 2022 e levou Jeonbuk ao título da Copa da Inglaterra de 2022.

## Carreira internacional
Fez sua estreia pela Seleção Sul-Coreana em 7 de setembro de 2021, nas eliminatórias da Copa do Mundo contra o Líbano, uma vitória em casa por 1 a 0. Ele começou o jogo e foi substituído no intervalo. Na Copa do Mundo FIFA de 2022, ele marcou dois gols contra Gana, mas mesmo assim perdeu a partida por 2 a 3. 